# 卡羅萊姆

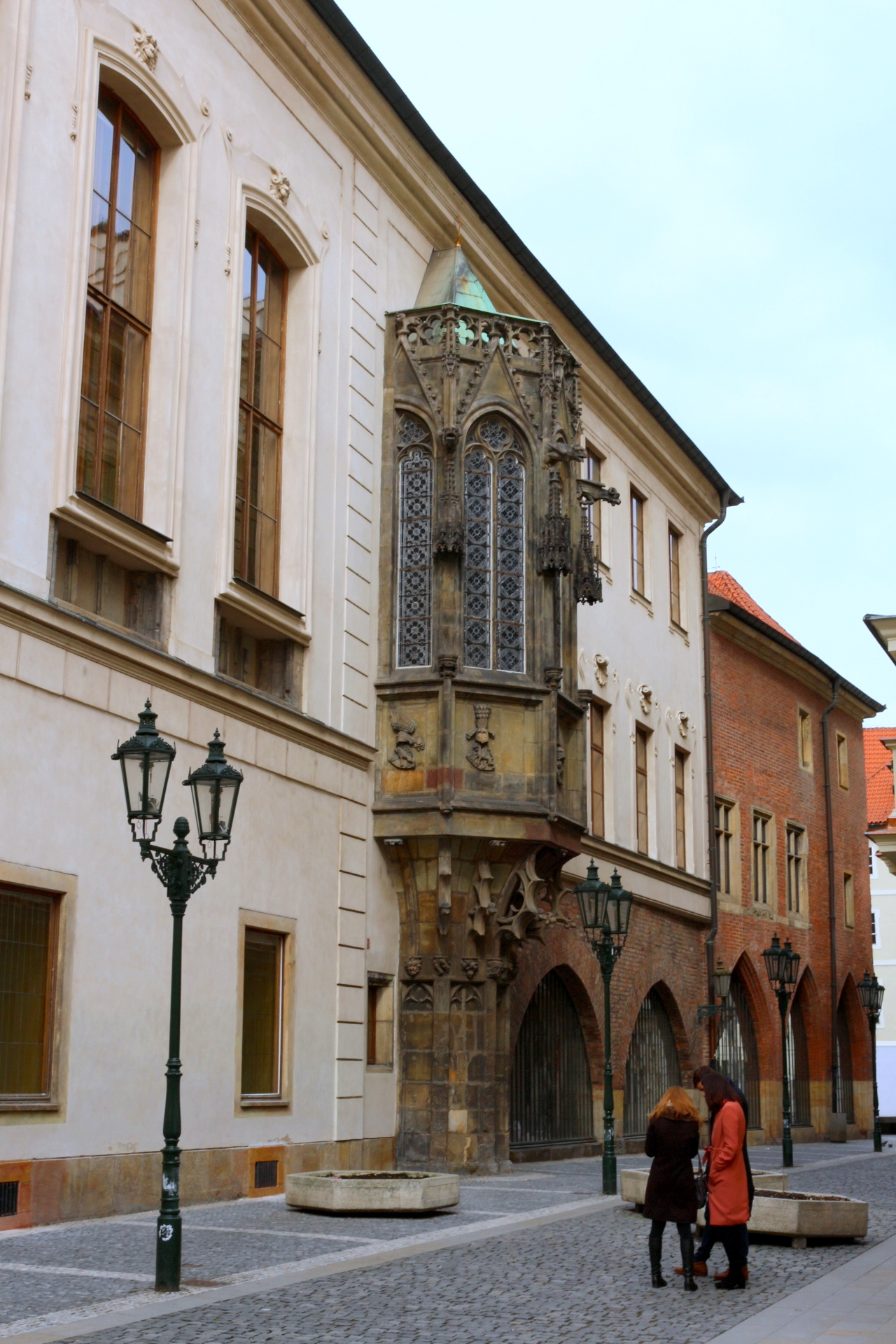
卡羅萊姆

卡羅萊姆是位於捷克首都布拉格舊城區的一座建築。卡羅萊姆曾是中歐最古老的大學布拉格查理大學的所在地。

## 外部連結
- Karolinum – historické sídlo Univerzity Karlovy (Charles University in Prague, official website) （页面存档备份，存于） （捷克文）

50°5′10.89″N 14°25′24.19″E / 50.0863583°N 14.4233861°E